# Bangladesh International
Die Bangladesh International sind im Badminton die offenen internationalen Meisterschaften von Bangladesch. Sie wurden bisher in unregelmäßigen Abständen ausgetragen. Mit der Aufnahme in die International-Series-Wettkampfreihe 2011 der Badminton World Federation sollen die Titelkämpfe im jährlichen Rhythmus stattfinden.

## Die Sieger
| Saison    | Herreneinzel             | Dameneinzel          | Herrendoppel                             | Damendoppel                              | Mixed                                           |
| --------- | ------------------------ | -------------------- | ---------------------------------------- | ---------------------------------------- | ----------------------------------------------- |
| 2002      | Arvind Bhat              | Renu Hettiarachchige | Jaseel P. Ismail Jaison Xavier           | Alina Begum Konika Rani Adhikary         | Md Mostafa Jabed Alina Begum                    |
| 2003 2010 | nicht ausgetragen        | nicht ausgetragen    | nicht ausgetragen                        | nicht ausgetragen                        | nicht ausgetragen                               |
| 2011      | Alrie Guna Dharma        | Achini Ratnasiri     | Tarun Kona Arun Vishnu                   | Achini Ratnasiri Upuli Weerasinghe       | Lê Hà Anh Lê Thu Huyền                          |
| 2013      | Yogendran Krishnan       | Pai Hsiao-ma         | Liang Jui-wei Liao Kuan-hao              | Prajakta Sawant Arathi Sara Sunil        | Muhammad Adib Haiqal Nurizwan Sannatasah Saniru |
| 2014      | Lim Chi Wing             | Neslihan Yiğit       | Low Juan Shen Ong Yew Sin                | Pradnya Gadre Siki Reddy                 | Tan Chee Tean Shevon Jemie Lai                  |
| 2015      | Sai Praneeth Bhamidipati | Ruthvika Shivani     | Pranav Chopra Akshay Dewalkar            | Chayanit Chaladchalam Phataimas Muenwong | Terry Hee Tan Wei Han                           |
| 2016      | Abhishek Yelegar         | Vũ Thị Trang         | Satwiksairaj Rankireddy Chirag Shetty    | Vũ Thị Trang Nguyễn Thị Sen              | Satwiksairaj Rankireddy Maneesha Kukkapalli     |
| 2017      | nicht ausgetragen        | nicht ausgetragen    | nicht ausgetragen                        | nicht ausgetragen                        | nicht ausgetragen                               |
| 2018      | Soo Teck Zhi             | Nguyễn Thùy Linh     | Leo Rolly Carnando Daniel Marthin        | Vivian Hoo Kah Mun Yap Cheng Wen         | Leo Rolly Carnando Indah Cahya Sari Jamil       |
| 2019      | Lakshya Sen              | Nguyễn Thùy Linh     | Chang Yee Jun Tee Kai Wun                | Pearly Tan Thinaah Muralitharan          | Hoo Pang Ron Cheah Yee See                      |
| 2020      | abgesagt                 | abgesagt             | abgesagt                                 | abgesagt                                 | abgesagt                                        |
| 2021      | Abhishek Saini           | Putri Kusuma Wardani | Sachin Dias Buwenaka Goonethileka        | Mehreen Riza Arathi Sara Sunil           | Sachin Dias Kavindi Ishandika Sirimannage       |
| 2022      | Mithun Manjunath         | Aakarshi Kashyap     | Pharanyu Kaosamaang Worrapol Thongsa-Nga | Laksika Kanlaha Phataimas Muenwong       | Chen Tang Jie Toh Ee Wei                        |
| 2023      | abgesagt                 | abgesagt             | abgesagt                                 | abgesagt                                 | abgesagt                                        |
| 2024      | Viren Nettasinghe        | Polina Buhrova       | Lau Yi Sheng Lee Yi Bo                   | Kodchaporn Chaichana Pannawee Polyiam    | Terry Hee Jin Yujia                             |